# Indris krótkoogonowy
Indris krótkoogonowy, indrys, babakoto (Indri indri) – gatunek owocożernego ssaka naczelnego z rodziny indrisowatych (Indridae).

## Taksonomia
Gatunek po raz pierwszy zgodnie z zasadami nazewnictwa binominalnego opisał w 1788 roku niemiecki zoolog Johann Friedrich Gmelin, nadając mu nazwę Lemur indri. Miejsce typowe to Madagaskar (w oryg. łac. Habitat in Madagascar). Gmelin oparł swój opis na „l’Indri” Pierre’a Sonnerata z 1782 roku. Jedyny przedstawiciel rodzaju indris (Indri), który zdefiniowali w 1796 roku francuscy zoolodzy Étienne Geoffroy Saint-Hilaire i Georges Cuvier.
Widoczny, regionalny trend w ilości białego i czarnego futra na sierści spowodował rozpoznanie dwóch podgatunków; jednak obecnie uważa się, że stanowi to ekoklinę, z ciemniejszymi osobnikami na północy i jaśniejszymi na południu. Autorzy Illustrated Checklist of the Mammals of the World uznają ten takson za gatunek monotypowy.

## Etymologia
- Indri i Indrium: fr. indri „indris”, prawdopodobnie od malg. endrina „indris”; powszechne wyjaśnienie mówiące, że słowo to pochodzi z malg. indry oznaczającego „zobacz, spójrz” lub od indry izy oznaczającego „oto jest”, które to słowa rodzimi przewodnicy wykrzyczeli do francuskiego przyrodnika Pierre’a Sonnerata widząc to zwierzę i które Sonnerat pomyłkowo uznał za nazwę zwierzęcia, jest mało wiarygodna ze względu na to, że Sonnerat zbyt dokładnie studiował to zwierzę[19].
- Lichanotus: gr. λιχανος likhanos „palec wskazujący”[20].
- Pithelemur: gr. πιθηκος pithēkos „małpa”; rodzaj Lemur Linnaeus, 1758 (lemur)[21].

## Zasięg występowania
Indris krótkoogonowy występuje w północno-wschodnim i środkowo-wschodnim Madagaskarze, mniej więcej od Anjanaharibe-Sud Reserve na południe do Anosibe an’ala Classified Forest.

## Charakterystyka
Jest największym przedstawicielem rodziny i jednym z największych lemurokształtnych; długość ciała (bez ogona) 64–72 cm, długość ogona około 5 cm; masa ciała 5,8–9 kg. 

## Ekologia
Aktywny w ciągu dnia, prowadzi nadrzewny tryb życia, żywi się owocami, liśćmi i kwiatami. Swoją obecność na zajmowanym terytorium oznajmia donośnym, przypominającym wycie psa, głosem oraz wydzieliną gruczołów zapachowych. 
Indrisy tworzą grupy rodzinne. Ciąża trwa około pięciu miesięcy. Samica rodzi jedno młode. 

## Status zagrożenia
Indris jest krytycznie zagrożony wyginięciem (CR – ang. critically endangered).